# Alessandro Fancellu
Alessandro Fancellu, né le 24 avril 2000 à Côme, est un coureur cycliste italien.

## Biographie
En fin d'année 2018, Alessandro Fancellu termine troisième du championnat du monde juniors. Il rejoint l'équipe espoirs de Polartec-Kometa en 2019. Avec elle, il se distingue en remportant le Tour de León, course par étapes réputée pour les amateurs en Espagne. Il est promu dans l'équipe continentale en 2020, tout en ayant signé un pré-contrat en WorldTour avec Trek-Segafredo. Troisième du Tour d'Antalya, il reste finalement chez Kometa lorsque celle-ci devient une équipe continentale professionnelle en 2021.

## Palmarès et résultats

### Palmarès par année
- 2018
  - 2e de Brescia-Monte Magno
  - 3e du Giro della Castellania
  -  Médaillé de bronze du championnat du monde sur route juniors
- 2019
  - Tour de León :
    - Classement général
    - 3e étape
- 2020
  - 2e étape du Tour du Japon
  - 3e du Tour d'Antalya
- 2025
  - Classement général du Tour du Japon
  - 3e du Czech Tour

### Classements mondiaux
| Année                                 | 2020 | 2021 | 2022 | 2023  | 2024 |
| ------------------------------------- | ---- | ---- | ---- | ----- | ---- |
| Classement mondial                    | 520e | nc   | 800e | 2402e | 864e |
| UCI Europe Tour                       | 427e | nc   | 603e | nc    | nc   |
|                                       |      |      |      |       |      |
| Légende : nc = non classéSource : UCI |      |      |      |       |      |